# Gustaf Dieden
Gustaf Theodor Dieden, född 30 mars 1876 i Malmö Karoli församling, Malmö, död där 16 oktober 1943, var en svensk grosshandlare och kommunalpolitiker. Han var son till Johan Henrik Dieden. 
Dieden verkade på handelskontor i Tyskland och England 1893–1896, inträdde i firman J.H. Dieden jr 1897, var efter att den blivit aktiebolag dess verkställande direktör 1908–1926 och verkställande direktör i Malmö Förenade Stuveri AB från 1927. Han var ledamot av Malmö stadsfullmäktige 1913–1918 och 1924–1938 samt ledamot av hamndirektionen 1911–1938 (vice ordförande från 1922). Dieden var från 1918 till sin död gift med Marianne von Rosen (1885–1970), dotter till översten, friherre Carl von Rosen. Makarna Dieden är begravda på Sankt Pauli norra kyrkogård i Malmö.